# Mimosophira rubra
Mimosophira rubra är en tvåvingeart som beskrevs av Hardy 1973. Mimosophira rubra ingår i släktet Mimosophira och familjen borrflugor.
Artens utbredningsområde är Vietnam. Inga underarter finns listade i Catalogue of Life.